# Castillos (Rocha)
Castillos és un municipi de l'est de l'Uruguai, al departament de Rocha. L'alcalde del municipi és Raúl Servetto. Segons les dades del cens de 1996, Castillos tenia 7.346 habitants.
| Any  | Població |
| ---- | -------- |
| 1963 | 5.947    |
| 1975 | 7.260    |
| 1985 | 6.836    |
| 1996 | 7.346    |

Font: Institut Nacional d'Estadística de l'Uruguai

## Història
Castillos va ser fundat el 19 d'abril de 1866 amb el nom de la capella que va donar lloc a la localitat: San Vicente Mártir de Castillos. El 3 de novembre de 1952, Castillos va rebre la categoria de ciutat pel decret 11.875.